# Olympia-Einkaufszentrum

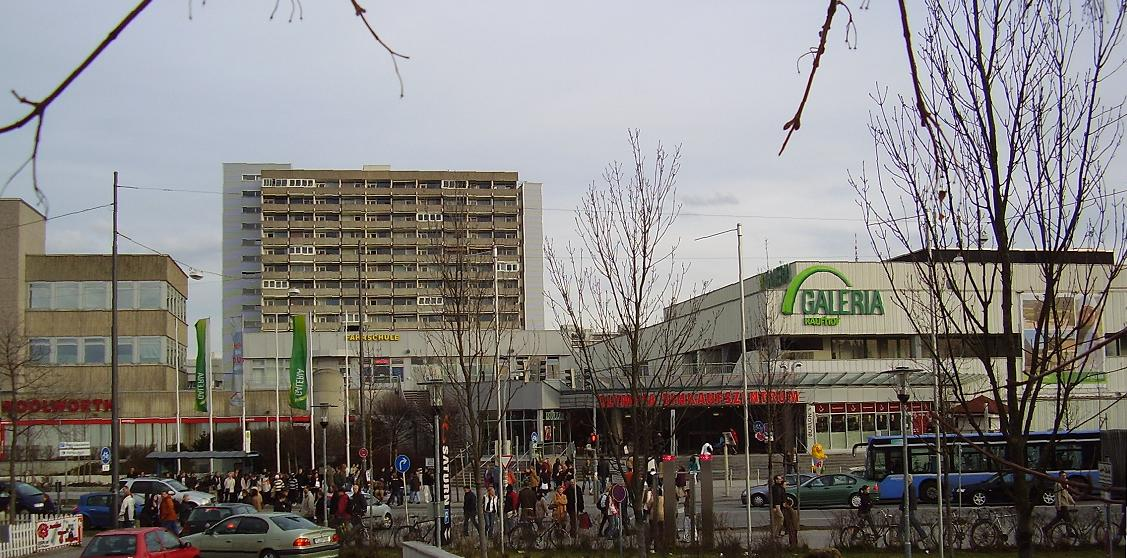

Olympia-Einkaufszentrum (OEZ) – centrum handlowe w Monachium, w dzielnicy Moosach, otwarte w 1972 r.